# Margarita Gómez-Acebo y Cejuela
Margarita Gómez-Acebo y Cejuela (Madri, 6 de janeiro de 1935) é a consorte do Tsar Simeão II da Bulgária, com quem ela se casou após seu exílio. Desta maneira, ela também é às vezes referenciada como Tsaritsa Margarita ou Rainha Margarita; neste contexto, ela também pode ser denominada como Princesa de Saxe-Coburgo-Gota e Duquesa na Saxônia, haja vista que seu marido descende desta antiga família governante. Enquanto seu marido ocupava o cargo de Primeiro Ministro da Bulgária, ela era às vezes referida como Sra. Margarita de Saxe-Coburgo-Gota (em búlgaro:  г-жа Маргарита Сакскобургготска transl. g-zha Margarita Saksksoburggotska)

## Ascendência familiar
Ela é filha de Don Manuel Gómez-Acebo y Modet, dos Marqueses de Cortina, e sua esposa Dona María de las Mercedes Cejuela y Fernández, e neta pelo lado paterno do terceiro Marquês de Cortina. Seus pais foram assassinados pelos Republicanos Espanhóis no ano de 1936, no início da Guerra Civil Espanhola.
Margarita é prima do já falecido Luis Gómez-Acebo y Duque de Estrada, Visconde de La Torre (filho da 9ª Marquesa e irmão do 10º Marquês de Deleitosa), esposo da Dona Pilar, Infanta de Espanha e 1ª Duquesa de Badajoz. Por cortesia também é referenciada como Sua Majestade Margarita, Rainha dos Búlgaros.

## Residência
O ex-Tsar e Tsaritsa atualmente residem na casa onde Simeão passou sua infância, o Palácio de Vrana, próximo a Sófia.  O palácio lhes foi restituído pela Corte Constitucional Búlgara. A propriedade é dirigida sob um acordo com a Prefeitura de Sófia, que permite o uso de parte da propriedade como um parque público; em contrapartida, a parte remanescente do local se transformou em propriedade da família.  A legalidade desta transação é contestada por políticos búlgaros.

## Casamento e descendência
Em 21 de janeiro de 1962, Dona Margarita se casou com Simeão II da Bulgária, o Rei da Bulgária. Simeão e Margarita têm cinco filhos:
- Príncipe Kardam, tratado por S.A.R Príncipe de Turnovo (nascido em 1962 e morto em 2015); casado com Dona Miriam de Ungría y López tratada por S.A.R Princesa Miriam da Bulgária. Eles têm dois filhos: S.A.R Príncipe Bóris (agora tratado por S.A.R. o Príncipe de de Turnovo) e S.A.R Príncipe Beltran.
- Príncipe Kyril, tratado por S.A.R Príncipe de Preslav (nascido em 1964); casado com Dona María del Rosario Nadal y Fuster-Puigdórfila tratada por Princesa Rosário da Bulgária. Eles têm duas filhas, S.A.R Princesa Mafalda e S.R.A Princesa Olímpia, e um filho, S.A.R Príncipe Tassilo.
- Príncipe Kubrat, tratado por S.A.R Príncipe de Panagiurishte (nascido em 1965); casado com Dona Carla María de la Soledad Royo-Villanova y Urrestarazu tratada por S.A.R Princesa Carla da Bulgária, e têm três filhos: S.A.R Príncipe Mirko, S.A.R Príncipe Lukás e S.A.R Príncipe Tirso.
- Príncipe Konstantin-Assen, tratado por S.A.R O Príncipe de Vidin (born 1967); casado com Dona María García de la Rasilla y Gortázar tratada por S.A.R Princesa Maria da Bulgária,  e têm os gêmeos S.A.R Príncipe Umberto e S.A.R Princesa Sofia.
- Princesa Kalina, tratada por S.A.R A Princesa Kalina da Bulgária (nascida em 1972); casada com Don Antonio "Kitín" Muñoz y Valcárcel.

## Títulos e tratamentos
- Dona Margarita Gómez-Acebo y Cejuela (1935 – 1962)
- Sua Majestade Margarita, Tsaritsa dos Búlgaros, Duquesa da Saxônia (1962 – atualmente)
  - Sua Majestade A Rainha (usado na Bulgária)
  - Sua Majestade Rainha Margarida dos Búlgaros, Duquesa da Saxônia (usado fora da Bulgária)[3]